# Goniophthalmus dubiosus
Goniophthalmus dubiosus là một loài ruồi trong họ Tachinidae.